# Henrik Christiansen (zwemmer)
Henrik Christiansen (Skedsmo, 9 oktober 1996) is een Noors zwemmer die is gespecialiseerd in de vrije slag en de wisselslag.

## Biografie
In 2014 nam Christiansen deel aan het zwemmen op de Olympische Jeugdzomerspelen 2014. Hij won de bronzen medaille in zowel de 400 meter als de 800 meter vrije slag. Op de WK 2015 eindigde Christiansen 5e in de finale van de 800 meter vrije slag. Later dat jaar behaalde Christiansen zijn eerste medaille op een internationaal toernooi. Op de Europese kampioenschappen kortebaanzwemmen 2015 in Netanja zwom Christiansen naar de bronzen medaille in de finale van de 1500 meter vrije slag. Op de 400 meter vrije slag eindigde hij vierde. 
Op de Europese kampioenschappen zwemmen 2016 in Londen won Christiansen de zilveren medaille op de 400 meter vrije slag, achter Europees kampioen Gabriele Detti. Op de 800 meter vrije slag eindigde hij zesde en in de finale van de 1500 meter vrije slag was Christiansen goed voor de zevende plaats.

## Internationale toernooien
| Jaar | Olympische Spelen                                           | WK langebaan                                                                                        | WK kortebaan                                                                     | EK langebaan                                                                                             | EK kortebaan                                                                     |
| ---- | ----------------------------------------------------------- | --------------------------------------------------------------------------------------------------- | -------------------------------------------------------------------------------- | --- | -------------------------------------------------------------------------------- |
| 2013 |                                                             | geen deelname                                                                                       |                                                                                  | | 60e 200m vrije slag 40e 400m vrije slag 13e 1500m vrije slag 32e 400m wisselslag |
| 2014 |                                                             | | 31e 200m vrije slag 18e 400m vrije slag 18e 1500m vrije slag 22e 400m wisselslag | geen deelname                                                                                            |                                                                                  |
| 2015 |                                                             | 33e 200m vrije slag 13e 400m vrije slag 5e 800m vrije slag 12e 1500m vrije slag 25e 400m wisselslag |                                                                                  | | 4e 400m vrije slag · 1500m vrije slag                                            |
| 2016 | 40e 200m vrije slag 17e 400m vrije slag 8e 1500m vrije slag | | 23e 200m vrije slag 9e 400m vrije slag 5e 1500m vrije slag 14e 4x200m vrije slag | 36e 200m vrije slag · 400m vrije slag · 6e 800m vrije slag · 7e 1500m vrije slag · 16e 4x200m vrije slag |                                                                                  |
| 2017 |                                                             | 38e 200m vrije slag 11e 400m vrije slag 4e 800m vrije slag 5e 1500m vrije slag                      |                                                                                  | | 400m vrije slag · 1500m vrije slag                                               |
| 2018 |                                                             | | 400m vrije slag · 1500 m vrije slag                                              | 400m vrije slag · 4e 800m vrije slag · 5e 1500 vrije slag                                                |                                                                                  |
| 2019 |                                                             | 10e 400m vrije slag · 800m vrije slag · 5e 1500m vrije slag                                         |                                                                                  | | 6e 400m vrije slag · 1500 m vrije slag                                           |
| 2020 | Geen toernooien vanwege de coronapandemie                   | Geen toernooien vanwege de coronapandemie                                                           | Geen toernooien vanwege de coronapandemie                                        | Geen toernooien vanwege de coronapandemie                                                                | Geen toernooien vanwege de coronapandemie                                        |
| 2021 | 21e 400m vrije slag 9e 800m vrije slag 21e 1500m vrije slag | | 16-21 december                                                                   | 7e 400m vrije slag 4e 800m vrije slag 7e 1500m vrije slag                                                | 4e 400m vrije slag 5e 800m vrije slag 8e 1500m vrije slag                        |

## Persoonlijke records
Bijgewerkt tot en met 5 juni 2016
Kortebaan
| Afstand          | Tijd     | Datum           | Plaats       |
| ---------------- | -------- | --------------- | ------------ |
| 200m vrije slag  | 1.46,38  | 19 maart 2015   | Kristiansand |
| 400m vrije slag  | 3.37,26  | 2 december 2015 | Netanja      |
| 800m vrije slag  | 7.36,06  | 4 december 2015 | Netanja      |
| 1500m vrije slag | 14.23,60 | 4 december 2014 | Netanja      |
| 400m wisselslag  | 4.09,79  | 22 maart 2015   | Kristiansand |

Langebaan
| Afstand          | Tijd     | Datum           | Plaats    |
| ---------------- | -------- | --------------- | --------- |
| 200m vrije slag  | 1.49,09  | 3 augustus 2015 | Kazan     |
| 400m vrije slag  | 3.46,37  | 30 maart 2016   | Stockholm |
| 800m vrije slag  | 7.45,66  | 5 augustus 2015 | Kazan     |
| 1500m vrije slag | 14.53,77 | 31 maart 2016   | Stockholm |
| 400m wisselslag  | 4.20,34  | 1 april 2016    | Stockholm |